# The Delayed Proposal
The Delayed Proposal est un film américain réalisé par Mack Sennett, sorti en 1911.

## Fiche technique
- Titre original : The Delayed Proposal
- Réalisation : Mack Sennett
- Société de production : Biograph Company
- Pays de production :  États-Unis
- Langue originale : anglais
- Format : noir et blanc - film muet
- Date de sortie :
  - USA : 19 juin 1911

## Distribution
- Edward Dillon
- Vivian Prescott